# Memminger Kinderfest

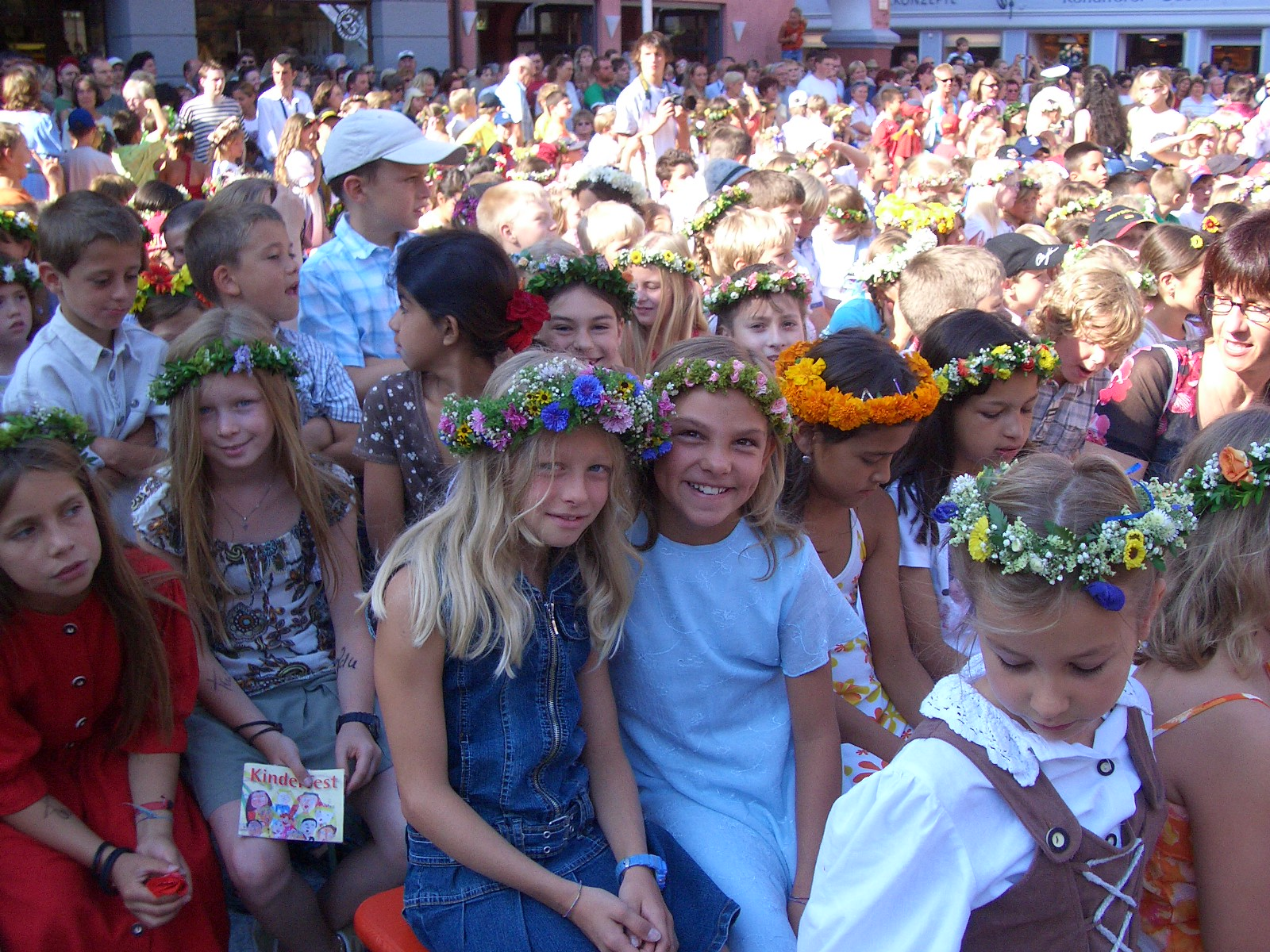
Kinder auf dem Marktplatz. Die Mädchen mit dem traditionellen Blumenkranz im Haar.

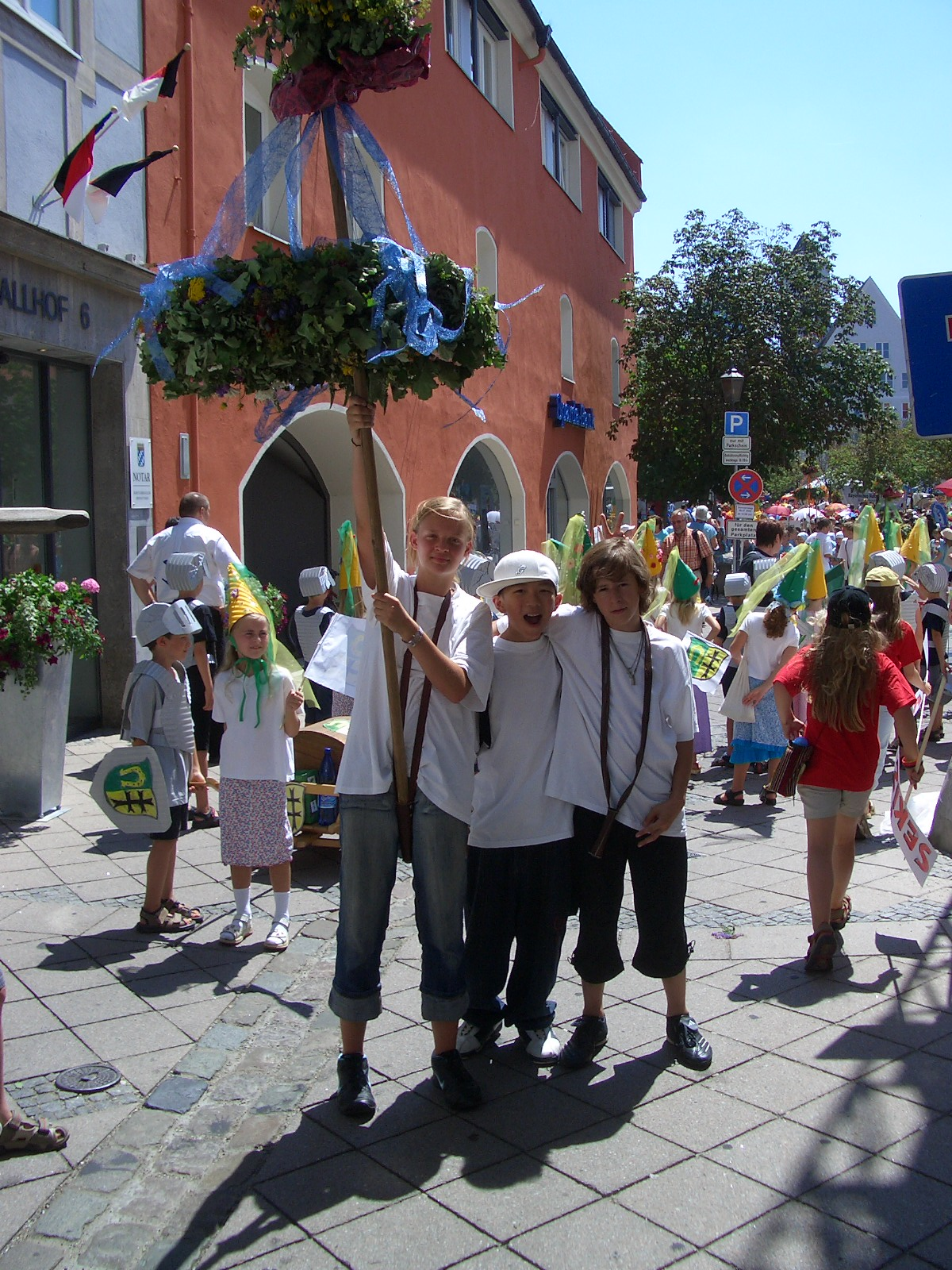
Kinder mit dem traditionellen Stängele

Das Memminger Kinderfest geht auf den Brauch des Schulspaziergangs zurück und hat eine über 400-jährige Tradition. Früher wurden dabei die besten Schülerinnen und Schüler geehrt, heute erhalten alle Kinder kleine Präsente. Es beteiligen sich jedes Jahr über 2.000 Kinder der städtischen Grund- und Hauptschulen an der Feier und dem Festumzug zum Schuljahresende.

## Geschichte
Der genaue Beginn des Kinderfestes liegt im Dunkeln. Vermutlich entwickelte es sich aus Frühlingswanderungen der Schulklassen und der Auszeichnung der besten Kinder. Erstmals wurde das Fest im Jahre 1571 erwähnt. Durch die Ordnung der Königin inn denn Meidlin Schuolen aus dem Jahr 1587 erhält man einen guten Überblick über den damaligen Ablauf des Festes, wie er fast unverändert  noch gilt. Nach dem Frühlingsexamen gingen die Mädchen zweimal zur Kirche (morgens und mittags). Danach aßen sie gemeinsam in der Wohnung des Schulmeisters, das Essen mussten sie mitbringen. Die besten Schülerinnen wurden belohnt, zu Königinnen gekrönt und festlich gekleidet. Die Eltern der Königinnen luden nach dem Reigentanzen am Nachmittag die Schulmeister mit Frauen und die Königführerinnen zum Essen ein. Einige Tage später fand ein Spaziergang statt. 1789 fand letztmals die Krönung statt, nachdem es viele Missbräuche gegeben hatte.
Auch nach der Mediatisierung 1802 wurde das Kinderfest in unveränderter Form durchgeführt. Nach dem gemeinsamen Singen von Liedern auf dem Marktplatz zwischen den Festgottesdiensten zogen die Schulkinder mit Musik vom Schulhof bzw. Hallhof zum Reichshain, wo verschiedene Spiele stattfanden. Im Zweiten Weltkrieg fiel das Kinderfest aus.
Ab 1946 wurde es auf Initiative des Stadtrats Ernst-Wilhelm Hermann und einiger Lehrer wieder abgehalten, ab 1949 wieder jedes Jahr. Seit 1950 wird das zur Tradition gewordene Kinderfestlied von Ernst-Wilhelm Hermann gesungen. Das zweite Kinderfestlied Reigen auf dem grünen Rasen, komponiert von Adalbert Meier, getextet von Sepp Skalitzky, wurde 1969 erstmals vorgetragen. 1975 wurde der Liederkanon mit dem Weckruf (Text und Melodie von Adalbert Meier) ergänzt.
Seit 1955 wird das Kinderfest zusammen mit dem Fischertag im Juli abgehalten. Den Fortbestand des Kinderfestes sicherte auch Herbert Müller, der damalige Vorsitzende des Kinderfestausschusses.
Heute steht die Belobigung der Kinder für das (hoffentlich) erfolgreiche Schuljahr im Vordergrund.

## Heutiger Ablauf

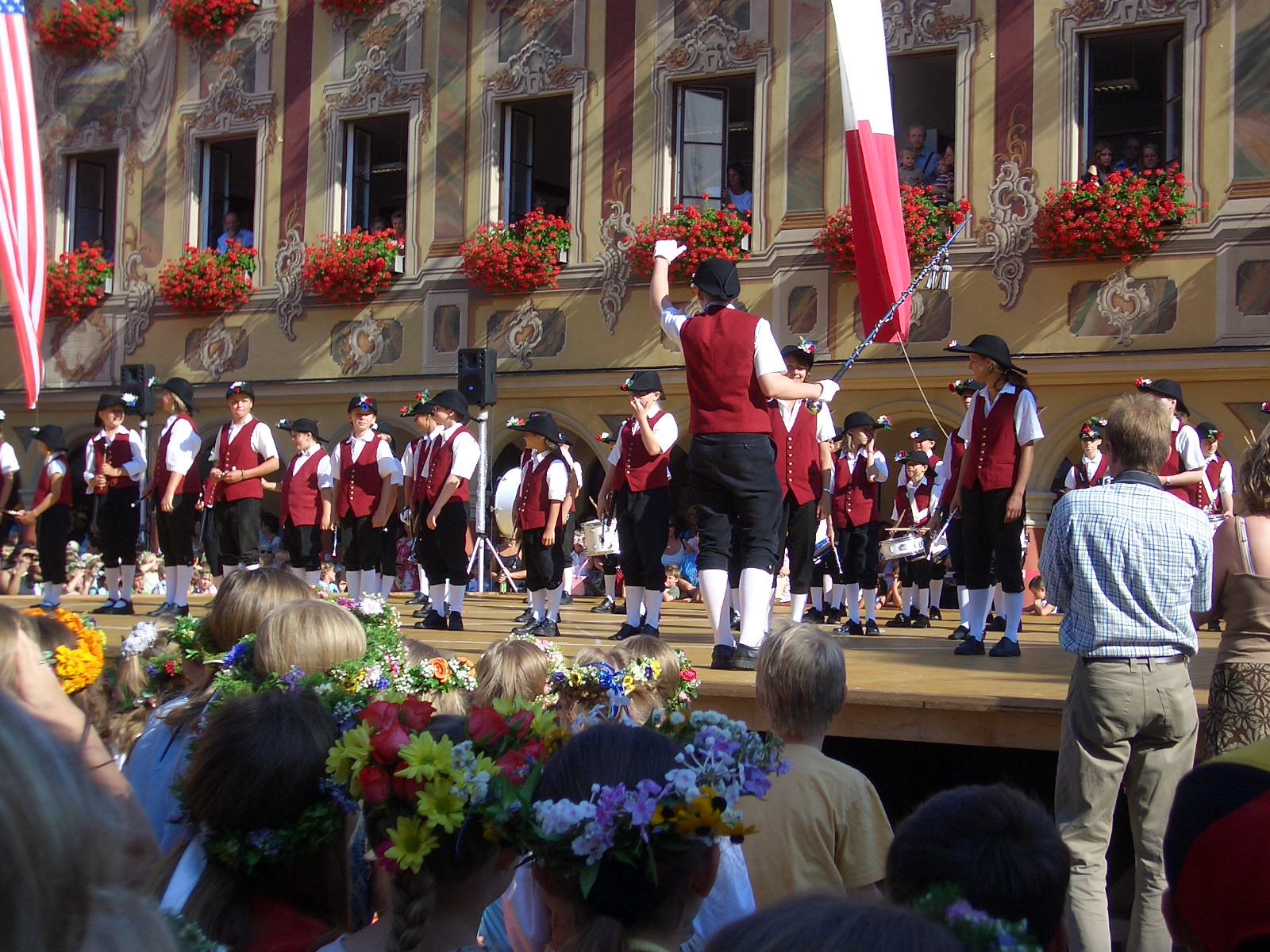
Die Trommlerbuben auf der Tribüne am Marktplatz.

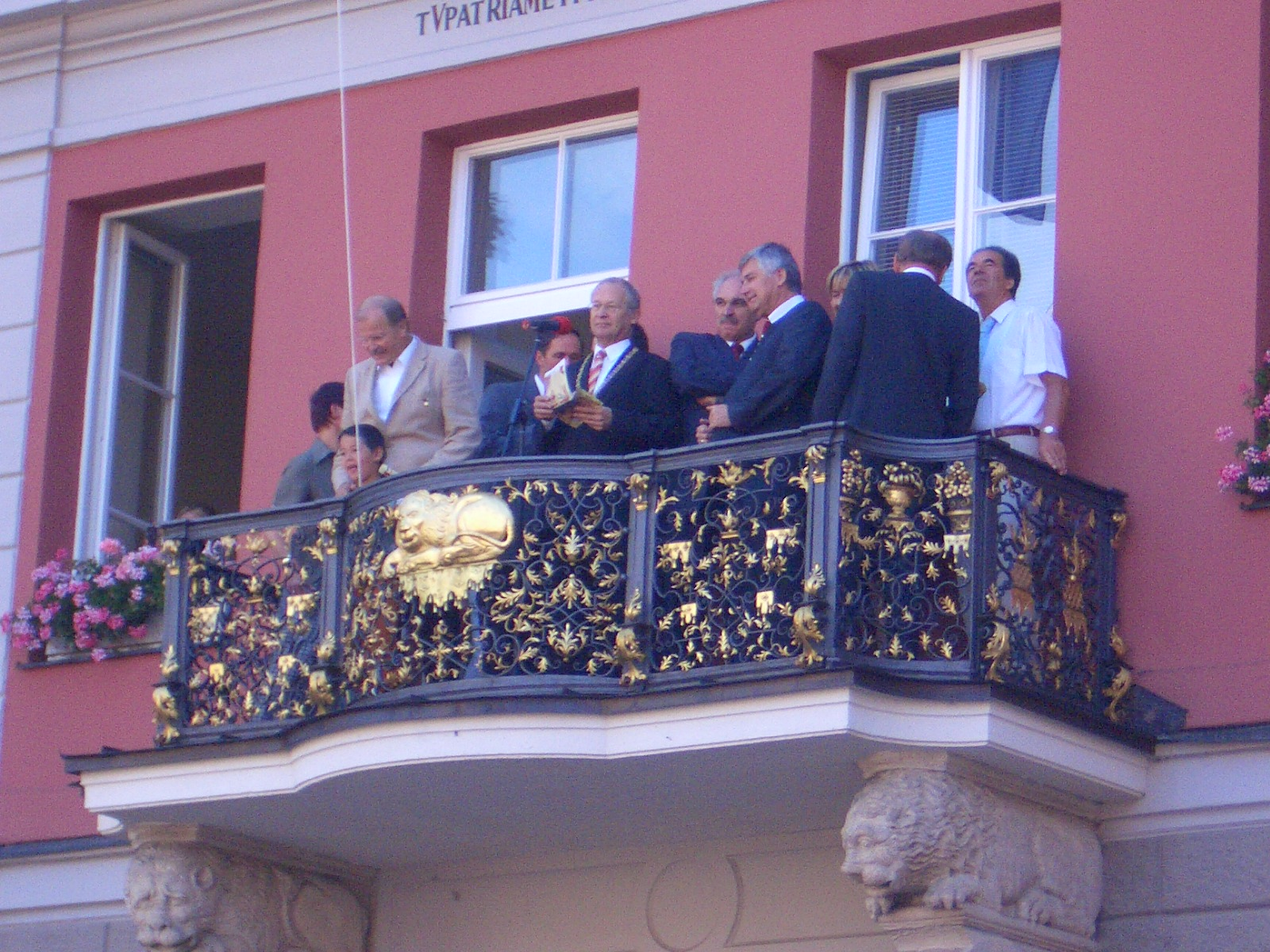
Die Stadtspitze auf dem Balkon der Großzunft.

Das Kinderfest findet am vorletzten Donnerstag vor den bayerischen Sommerferien, zwei Tage vor dem Memminger Fischertag, statt. Am Mittwochabend davor ziehen zahlreiche Memminger Kapellen und Gruppen, darunter auch die Trommlerbuben und der Fanfarenzug mit Fahnenschwingern, musizierend durch die Altstadt und spielen den sogenannten Zapfenstreich.
Am nächsten Morgen blasen die Musikkapellen ab 6 Uhr zum Weckruf. Die Kinder werden festlich gekleidet; Mädchen bekommen traditionell einen Blumenkranz aufgesetzt. Nach einem ökumenischen Gottesdienst in den innerstädtischen Kirchen um 08:15 Uhr strömen die Kinder, begleitet von Musikkapellen, zum Marktplatz. Dort wird um 09:15 Uhr auf einer Bühne gesungen und es werden moderne und historische Tänze vorgeführt.  Der Oberbürgermeister mit seiner goldenen Amtskette begrüßt Kinder und Gäste vom Balkon der Großzunft aus. Bei schlechtem Wetter findet die Veranstaltung in der Stadthalle statt. Nach der Veranstaltung auf dem Marktplatz kehren die Kinder in ihre Schulen zurück, wo sie Geschenke bekommen, darunter auch einen Handschübling und eine Brezel.
Pünktlich um 13:30 Uhr setzt sich der Festzug vom Hallhof in Richtung Stadiongelände in Bewegung. Hierzu lassen sich die Kinder in ihren Schulklassen Wochen vorher verschiedene Kostüme einfallen und fertigen diese meist auch selbst an. Jede Schule präsentiert ein anderes Motto. Den Zug begleiten städtische Musikkapellen und Kapellen aus dem Umland. Den Abschluss bildet der Memminger Mau-Wagen, der von den Mauträgern begleitet wird und auf dem der Oberbürgermeister der Stadt Memmingen und Honoratioren fahren.
Auf dem Stadiongelände können die Kinder ab 14:00 Uhr an verschiedenen Spielen teilnehmen oder mit einer Eisenbahn und einer Ponykutsche fahren. Für die älteren Generationen spielt die Stadtkapelle Memmingen in der Stadionhalle auf.

## Symbole des Kinderfestes
Das im Umzug mitgetragene Stängele entstand aus den geschmückten Ruten und den Königsinsignien Zepter und Krone. Es ist das eigentliche Kinderfestsymbol. Auch das Memminger Kinderfestlied Reigen auf dem Grünen Rasen gehört dazu.

## Kinderfestlieder
- Reigen auf dem grünen Rasen (Adalbert Meier / Sepp Skalitzky)

1. Reigen auf dem grünen Rasen,
Liederklang und Übermut,
Buben putzet eure Nasen,
Mädchen steckt die Kränze gut!
Oberbürgermeister-Kette
leuchtet stolz auf dem Balkon,
Männlein, Weiblein um die Wette,
tummeln sich zum Stadion.
2. Sieben wacker tapfre Schwaben
In dem langen Kinderzug,
wollen gar bis Lindau traben,
auch der Spieß ist lang genug.
Laßt die Musik Märsche schmettern,
haltet fest den Luftballon,
seht, sogar vom Land die Vetter
säumen alle Straßen schon.
3. Körbe mit den leckren Würsten
Und den Bretzen knusprig fein.
Hei, wir leben wie die Fürsten,
wenn auch Sprudel fließt statt Wein.
Kunterbunte Fähnlein flattern
Um des Jahres goldnen Rest,
tausend flinke Zungen schnattern:
Schönes altes Kinderfest!
- Rings im Kranze (E. W. Herrmann / F. Schropp / Adalbert Meier)

1. Rings im Kranze grüner Matten
Wälder, Felder, Bach und Ried,
Liegst Du vor den Allgäu Bergen:
Memmingen! Dir gilt mein Lied!
2. Rauschend führst der Berge Wasser,
Iller, Du, der Donau zu,
Über meinem Heimatstädtchen
lacht der Mau in stiller Ruh!
3. Freude durch die Mauern jubelt.
Wenn geschmückt im Wiesenhag,
Jugend ihren Festtag feiert.
Mit Gesang und Paukenschlag.
4. Vaterstadt im Schwabenlande,
Gott beschirm Dich immerdar.
Friede, leht am Kinderfeste
für dich deine Kinderschar.
- Weckruf (Adalbert Meier)

1. Heute nacht, heute nacht, da bin ich aufgewacht, aufgewacht,
aufgewacht, hab geträumt mir hätt` ein Vogel eine Botschaft bracht,
eine Botschaft bracht.
Ich sinne hin, ich sinne her, was das für eine Botschaft wär'!
2. Heute früh, heute früh, da hab ich nachgedacht, nachgedacht,
nachgedacht, was der Vogel mir im Traum für eine Botschaft bracht,
eine Botschaft bracht.
Jetzt fällt mir's ein, jetzt fällt mir's ein, heut' muß das Kinderfest doch sein!
3. Und schon trommelten die Trommelbuben, daß es kracht, daß es kracht; und
Dann rannte ich zum Fenster und hab gelacht, und hab gelacht!
Drimm, dromm, derum müde Kinder drehten sich noch einmal um.
4. Und dann bliesen die Fanfarenbläser voller Macht, voller Macht bis der letzte
Schläfer schließlich auch noch aufgewacht.
Raus aus dem Bett, raus aus dem Nest, heute ist doch unser schönes Kinderfest!
5. Und dann spielten all' zusammen, daß es dröhnt und schallt, dröhnt und
Schallt und ich horchte ihnen nach, bis es ganz verhallt, bis es ganz verhallt
- Kinderfestlied (Otfried Richter, 2022)

Refrain: Heut‘ ist der Tag, den alle Kinder lieben,
denn heut‘ ist unser schönes Kinderfest.
Wir singen, tanzen, freu’n uns und wir spielen
und fallen abends müde dann ins Nest.
1. Wir stehen sehr früh auf und sind ganz aufgeregt.
Die Blaskapelle spielt, wir sind gut aufgelegt.
Wir gehen in die Kirche und feiern Gottesdienst.
Dann geht es auf den Marktplatz, die Sonne lacht verdient.
2. Die Trommlerbuben pfeifen in ihre Flöten rein,
die Fahnenschwinger werfen, Fanfaren spielen fein.
Wir singen und wir tanzen, das ist heut‘ unser Tag.
Dann geht’s zurück zur Schule; wir essen uns gleich satt.
3. Wir treffen uns am Hallhof, der Umzug startet gleich.
Wir sind so toll gekleidet, es ist so farbenreich.
Dann zieh’n wir durch die Straßen, hinaus ins Stadion.
Wir spielen all‘ zusammen das ist heut‘ unser Lohn.